# هوراس هوارد فورنس
هوراس هوارد فورنس (بالإنجليزية: Horace Howard Furness)‏ هو كاتب وصحفي وأستاذ جامعي أمريكي، ولد في 2 نوفمبر 1833 في فيلادلفيا في الولايات المتحدة، وتوفي في 13 أغسطس 1912 في Wallingford, Pennsylvania ‏ في الولايات المتحدة.

## وصلات خارجية
- هوراس هوارد فورنس على موقع الموسوعة البريطانية (الإنجليزية)